# Comté de Del Norte
Le comté de Del Norte est un comté de l'État de Californie aux États-Unis. Au recensement de 2020, la population s'élève à 27 743 habitants. Son chef-lieu est Crescent City, seule ville incorporée du comté.
On peut y visiter le Redwood National Park qui protège les plus vieux et les plus grands arbres de la planète, les séquoias.

## Histoire
La région fut explorée pour la première fois au début du XVIIIe siècle par Jedediah Smith. Le comté fut créé en 1857.

## Démographie
Au recensement de 2000, le comté comprenait 27 507 habitants pour une densité d'environ 11 hab/km2. Le revenu médian par ménage était de 29 642 $ et environ 20 % des habitants vivaient sous le seuil de pauvreté.

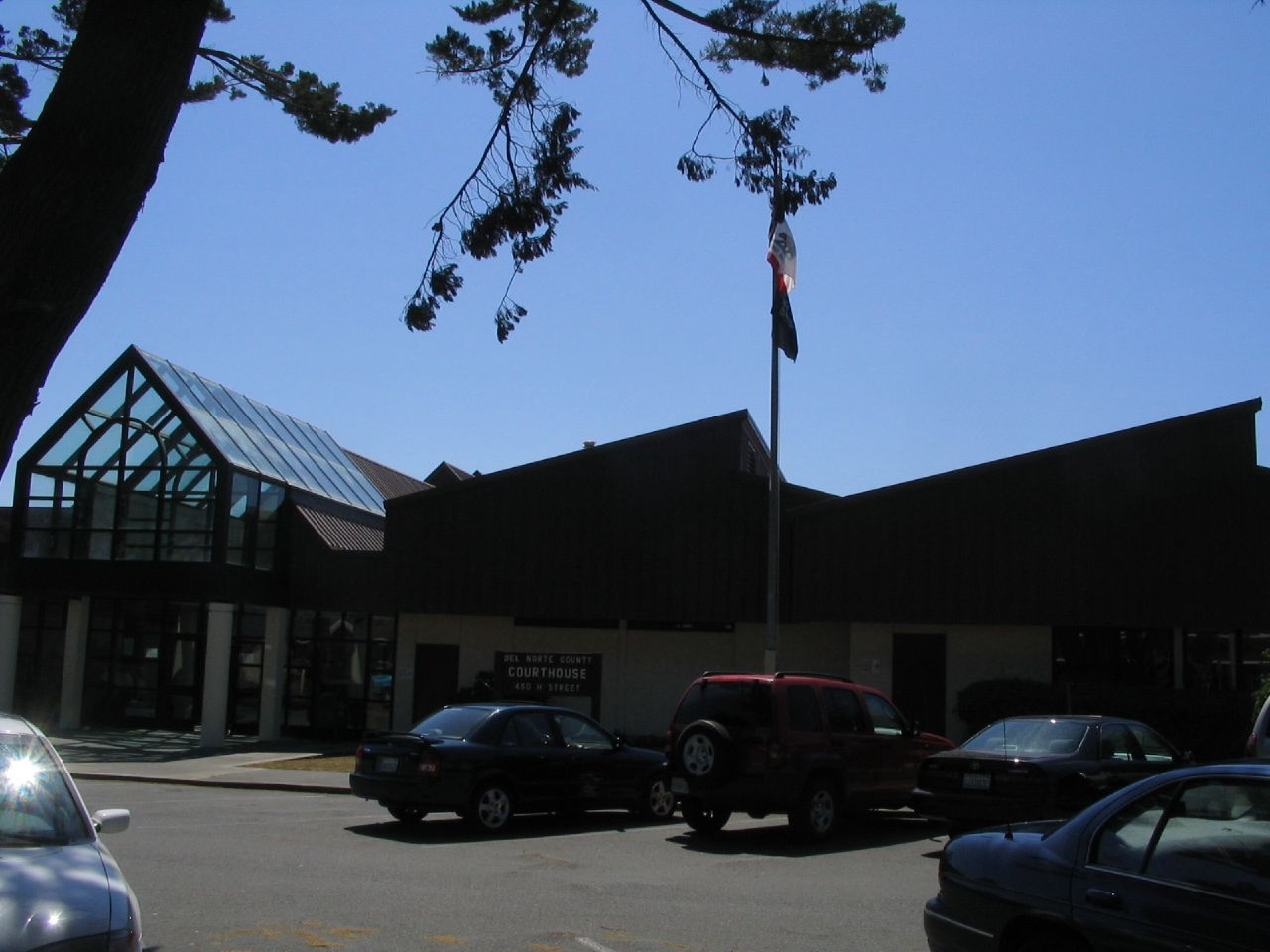
Le palais de justice de Crescent City, siège du comté.

| 1860  | 1870  | 1880  | 1890  | 1900  | 1910  |
| ----- | ----- | ----- | ----- | ----- | ----- |
| 1 993 | 2 022 | 2 584 | 2 592 | 2 408 | 2 417 |

| 1920  | 1930  | 1940  | 1950  | 1960   | 1970   |
| ----- | ----- | ----- | ----- | ------ | ------ |
| 2 759 | 4 739 | 4 745 | 8 078 | 17 771 | 14 580 |

| 1980   | 1990   | 2000   | 2010   | 2020   | - |
| ------ | ------ | ------ | ------ | ------ | - |
| 18 217 | 23 460 | 27 507 | 28 610 | 27 743 | - |

## Principales villes
- Bertsch-Oceanview
- Crescent City
- Crescent City North
- Klamath